# Bassula
Bassula ist eine afrikanische Kampfkunst, die vermutlich in Luanda, der Hauptstadt Angolas, ihren Ursprung hatte und von den ersten afrikanischen Sklaven in Brasilien praktiziert wurde. Sie übte Einfluss auf die brasilianische Capoeira aus. Die Kunst bestand darin, den Gegner auf den Boden zu werfen und daraufhin festzuhalten.